# Lactifluus corrugis
Lactifluus corrugis (trước đây là Lactarius corrugis), thường được biết đến với cái tên là nơ vằn nâu. Là một loài nấm trong Lactifluus trước đây là Lactarius. Nó lần đầu tiên được mô tả bởi nhà nấm bào mướn Hoa Kỳ Charles Horton Peck năm 1880